# Église Saint-Lubin de Saint-Lubin-des-Joncherets
Pour les articles homonymes, voir Église Saint-Lubin.
L'église Saint-Lubin est une église catholique située dans la commune de Saint-Lubin-des-Joncherets, dans le département français d'Eure-et-Loir.

## Historique
L'édifice est classé au titre des monuments historiques en 1913.

## Description

L'église Saint-Lubin
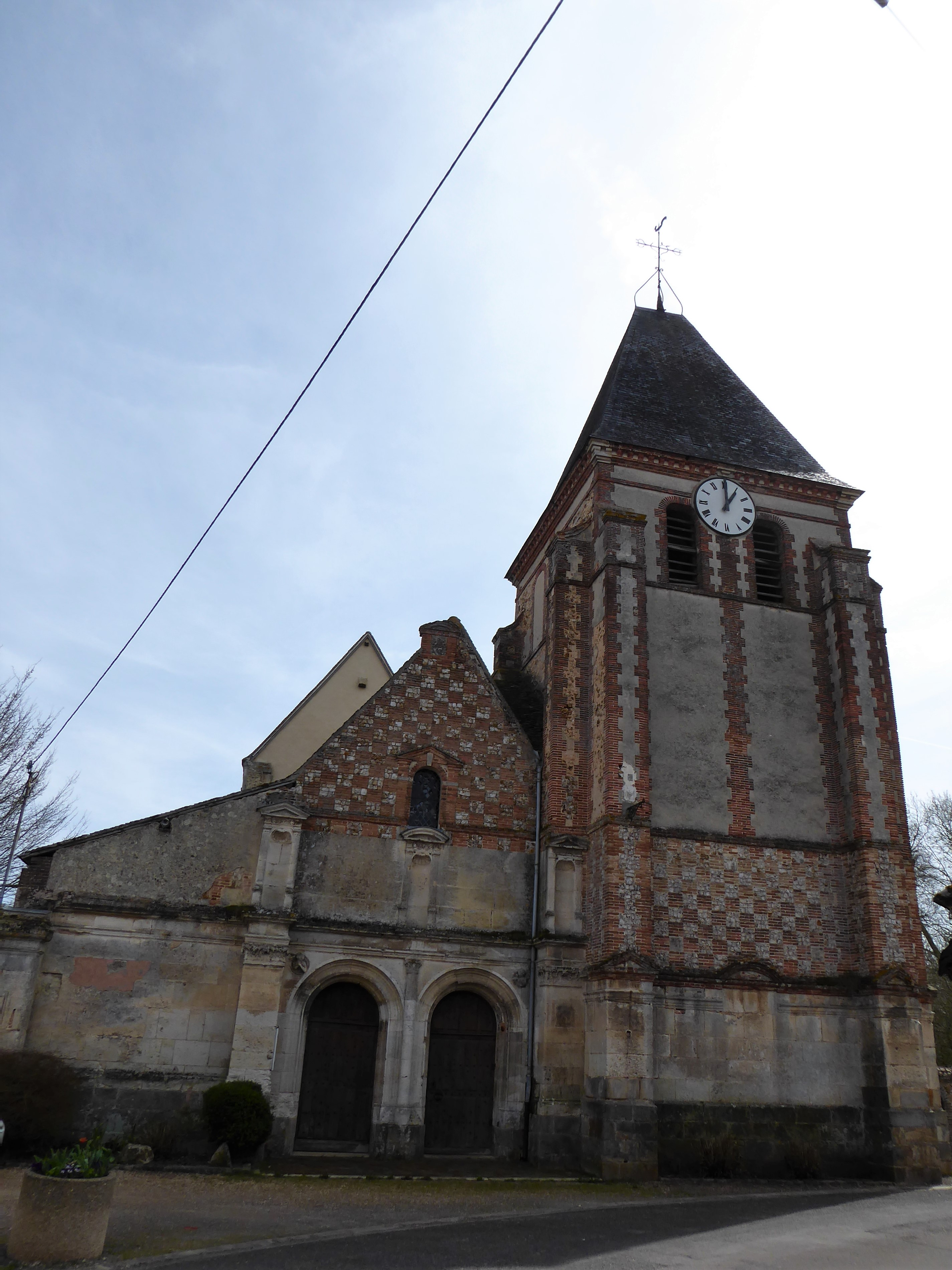
Façade ouest.
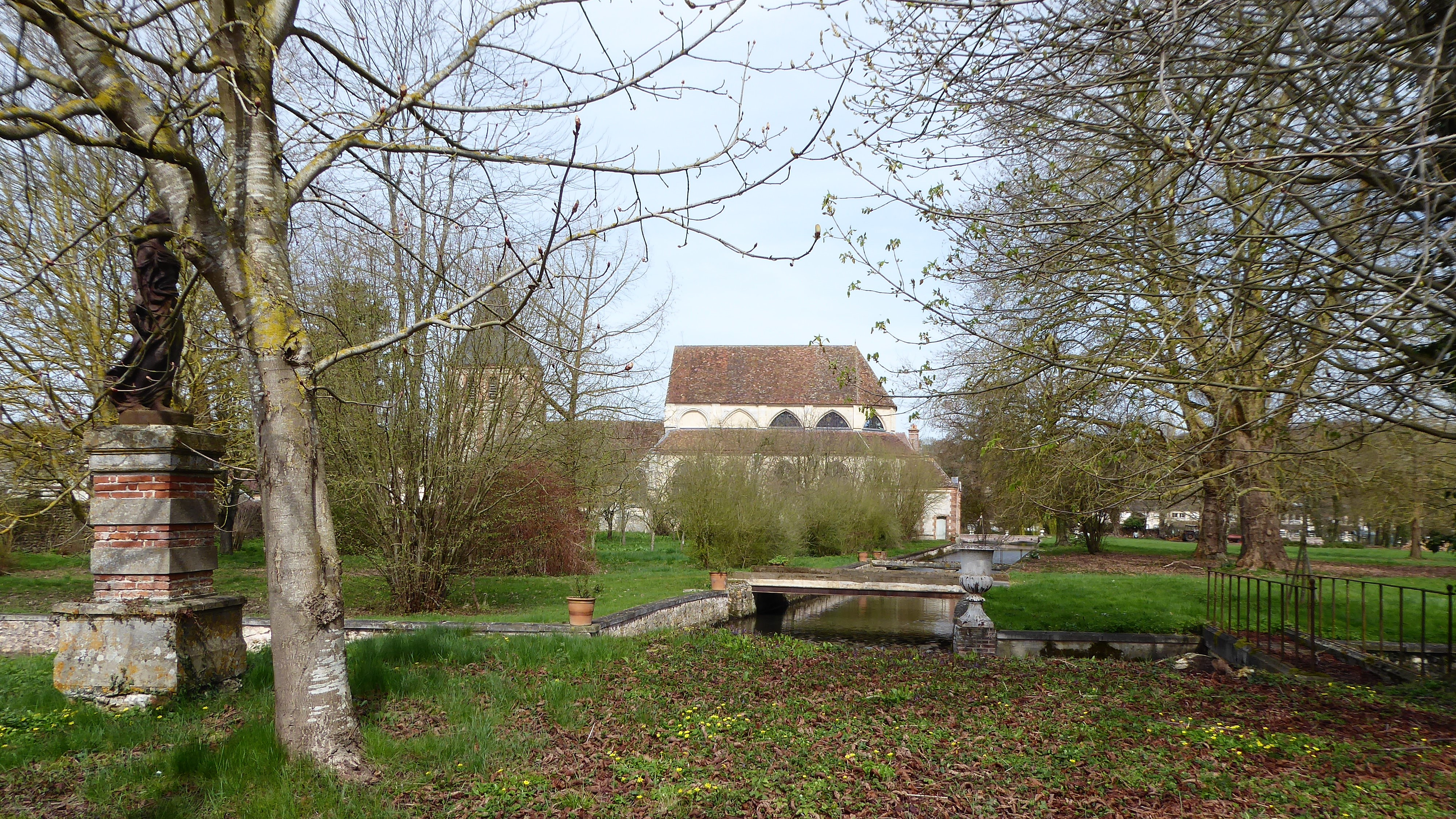
Façade sud, vue du parc du château.
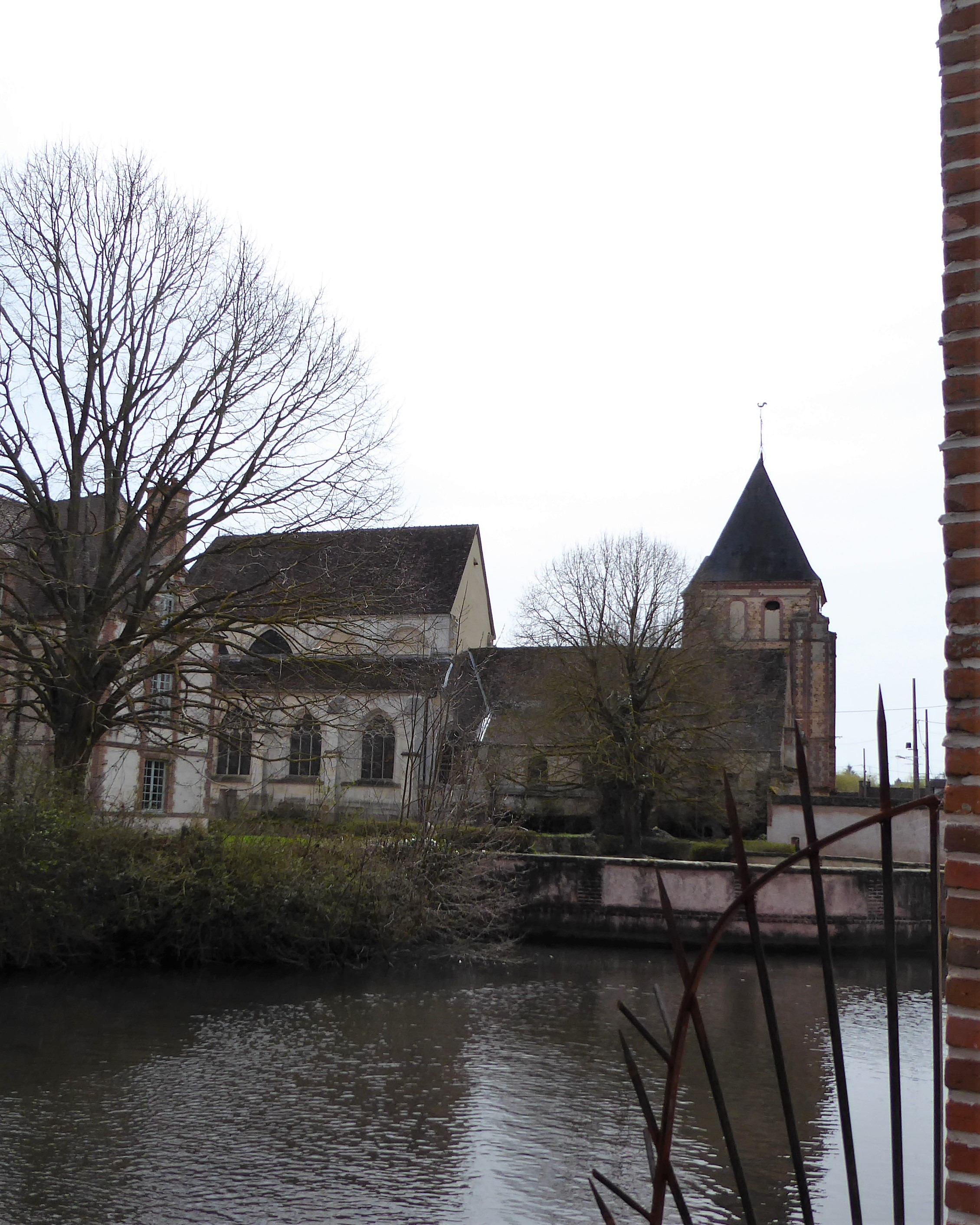
Façade nord.